# Барсина
Барси́на (др.-греч. Βαρσίνη, между 363 и 357 годами до н. э. — 309 год до н. э.) — представительница знатного персидского рода Фарнакидов и любовница Александра Великого, родившая от него внебрачного сына Геракла.
Барсина родилась в семье знатного персидского вельможи и сатрапа Геллеспонтской Фригии Артабаза. В 356 году до н. э. Артабаз восстал против власти персидского царя Артаксеркса III. После провала восстания в 353 или 352 годах до н. э. Артабаз вместе с семьёй нашёл убежище при дворе македонского царя Филиппа II в Пелле. Там, по одной из версий, Барсина приглянулась юному царевичу Александру.
После того как Артабаз получил прощение и вернулся в Персию, Барсину выдали замуж за Ментора, от которого она родила дочь. После смерти Ментора она вышла замуж за его брата Мемнона, которому родила сына. Во время похода Александра в Азию Барсина, как жена военачальника Мемнона, в качестве почётной заложницы оказалась при дворе Дария III. Вместе с родственниками Дария в 333 году до н. э. она попала в плен к македонянам. Её красота, прекрасное образование и хороший характер привлекли Александра Македонского. Барсина, согласно Плутарху, стала первой женщиной македонского царя, который в юности был равнодушен к телесным радостям. Связь между Барсиной и Александром продлилась около пяти лет. От Александра у Барсины родился сын Геракл.
В 327 году до н. э. Александр женился на Роксане, а Барсина покинула двор и переехала в Пергам, где и прожила около четырнадцати лет. В 309 году до н. э. она оказалась вовлечена в войны диадохов за раздел Македонской империи и была убита.

## Происхождение. Ранние годы
Барсина происходила из знатного персидского рода Фарнакидов, чьи представители возводили свою родословную к первым царям империи Ахеменидов и управляли важной областью государства Геллеспонтской Фригией в течение целого столетия. Отличительной особенностью предков Барсины было умение сохранять лояльность персидским царям и одновременно умение выстраивать хорошие отношения с греками. В V веке до н. э. Фарнакиды эллинизировались и стали активно участвовать в делах соседних греческих полисов.

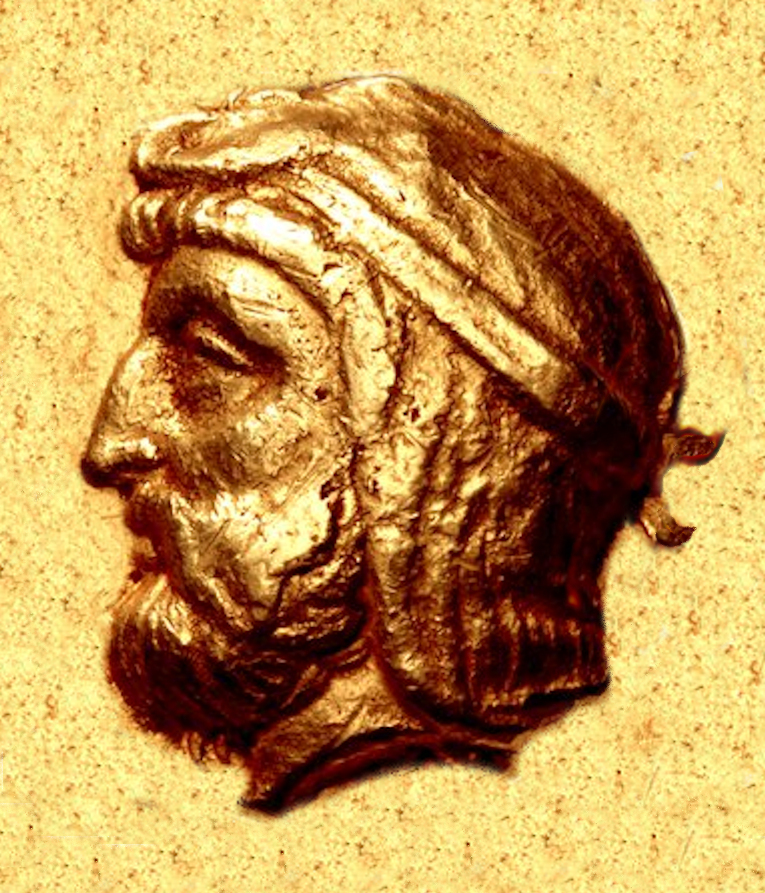
Портретное изображение на золотом статере отца Барсины Артабаза, около 356 года до н. э.

Отцом Барсины был Артабаз II, который около 363 года до н. э. женился на сестре известных военачальников Ментора и Мемнона Родосских. Согласно античным источникам у него родились одиннадцать сыновей и десять дочерей. Не исключено, что сведения Диодора о числе детей Артабаза, так и том, что все они родились от одной женщины, ошибочны. Точная дата рождения Барсины неизвестна. В историографии приводят несколько датировок — 363, 360 и 357/356 годы до н. э.
В 356 году до н. э. Артабаз восстал против власти персидского царя Артаксеркса III. После провала восстания в 353 или 352 годах до н. э. Артабаз вместе с семьёй нашёл убежище при дворе македонского царя Филиппа II в Пелле. В Македонии Барсина не только получила греческое образование, но и приглянулась юному наследнику престола Александру.

## Возвращение в Персию. Браки с Ментором и Мемноном Родосскими
Через некоторое время шурин Артабаза Ментор вновь поступил на службу к персам и участвовал в подавлении восстания в Египте. В 342 году до н. э. он был назначен главнокомандующим в приморских азиатских провинциях. Ему удалось добиться прощения для Артабаза и Мемнона, которые вернулись в Азию. Барсину выдали замуж за Ментора, которому Артабаз был обязан возвращением на родину. Данный брак мог являться запорукой союза между полководцем Ментором и Артабазом. От Ментора Барсина родила дочь. Всего у Ментора было три дочери, две из которых, скорее всего, родились от других женщин. После смерти Ментора в промежутке между 340 и 338 годами до н. э. Барсину выдали замуж за Мемнона. Возможно, мотивы брачного союза носили тот же характер как и при женитьбе Ментора. Во втором браке Барсина родила Мемнону сына. Возможно, речь идёт о Мемноне, который упомянут в псефизме 327/326 годов до н. э. Народного собрания Афин, «чьи предки Артабаз и Фарнабаз помогали афинянам».
Второй супруг Барсины Мемнон успешно руководил персидскими войсками во время азиатской экспедиции македонян 336—334 годов до н. э. в Малую Азию. После начала похода Александра Мемнон был назначен командующим флотом в Эгейском море, где также вёл успешные военные действия. Барсину с детьми отправили ко двору Дария III. Официальным предлогом было обеспечение их безопасности, хотя, историки не исключают других причин. Греческое происхождение Мемнона давало повод относиться к нему с подозрительностью. Жёны и дети военачальников при дворе царя царей были своего рода заложниками и залогом их верности. В 333 году до н. э. во время осады Митилены на Лесбосе Мемнон заболел и умер, а Барсина овдовела во второй раз.

## Любовница Александра Македонского
В 333 году до н. э. после поражения Дария III в битве при Иссе Барсина вместе с другими жёнами и детьми персидских вельмож попала под Дамаском в плен к македонянам. Вскоре Барсина стала любовницей Александра Македонского. Согласно Плутарху, до своей женитьбы македонский царь «был равнодушен к телесным радостям» и «не знал, кроме Барсины, ни одной женщины». В античных источниках и современной историографии присутствуют две версии любовной связи Александра и Барсины, которые не являются взаимоисключающими — личностную и политическую. Плутарх характеризует Барсину хорошо воспитанной женщиной, которую отличал хороший характер. Возможно, что она была первым детским увлечением юного царевича. О наличии личностного фактора во взаимоотношениях Александра и Барсины свидетельствует их длительность около пяти лет с 332 по 327 год до н. э. Историки также указывают и на политический мотив. Связь с представительницей одной из наиболее знатных семей в империи Ахеменидов была выгодна Александру. Наполовину персиянку, наполовину гречанку Барсину могли воспринимать олицетворением культурного альянса между двумя народами. В этом контексте можно рассматривать и совет военачальника Пармениона своему царю «сблизиться с этой красивой и благородной женщиной». Возможно, Парменион хотел через Барсину упрочить своё положение при Александре.
Статус Барсины при дворе Александра остаётся неясным. Возможно, она была заложницей македонского царя, однако античные источники не используют данный термин относительно Барсины. Возможно, на неё распространялось распоряжение Александра о сохранении за пленёнными под Дамаском знатными женщинами их прежнего статуса. Историк М. Брозиус доказывал, что Барсина не могла быть матерью законных наследников, так как являлась чужеземкой и не принадлежала к царскому роду. Возможно, Барсина находилась при дворе Александра на положении «женщины царя», чего-то среднего между женой и наложницей.
Македоняне воспринимали взаимоотношения своего царя с Барсиной как нечто должное. Для них Барсина была пленницей, вдовой одного из вражеских военачальников, законным трофеем Александра.
В 330 году до н. э. отец Барсины Артабаз, который до конца сохранял верность Дарию III, с сыновьями сдался в Гиркании Александру. Македонский царь принял их со всеми почестями. Артабаз даже был назначен сатрапом Бактрии и Согдианы. Такую «милость» Александра легко объяснить его взаимоотношениями с Барсиной.
Между 327 и 324 годами до н. э. Барсина родила Геракла, первенца Александра. Имя мальчика было выбрано неслучайно. Мифологический герой Геракл считался родоначальником царской династии македонских царей Аргеадов, а также народным героем. В том же году Александр взял в жены бактрийскую княжну Роксану. После этого Барсина с сыном удалилась в Пергам. Город находился в пределах бывшей сатрапии отца Барсины Артабаза, где, предположительно, у Фарнакидов остались обширные владения. По всей видимости, за год до этого в Пергам уехал сам Артабаз, который попросил Александра отправить его на покой.
Женитьба Александра на Роксане и отъезд в Пергам не привели к опале семьи Барсины. На массовой свадьбе в Сузах в 324 году до н. э. дочь Барсины от Ментора была отдана в жены другу и наварху Александра Неарху, а сёстры Апама и Артонида выданы замуж за военачальников Птолемея и Эвмена. На свадьбу, по всей видимости, пригласили также мать невесты Неарха Барсину. Там же Александр взял в жёны старшую дочь Дария III, которую, согласно Плутарху, звали Статирой, а согласно Арриану — Барсиной. Такие разночтения имён в античных источниках приводит к закономерной путанице в историографии. Так, к примеру, историк А. С. Шофман писал, что «Александр женил Эвмена на сестре своей персидской супруги Барсины». М. Л. Гаспаров утверждал, что Плутарх отождествлял двух тёзок — дочерей Артабаза и Дария. Смена имени девушки после замужества была стандартной практикой. Так, во время свадьбы своё имя поменяла мать самого Александра, да и на свадьбе в Сузах сестра самой Барсины Апама стала Артакамой. Соответственно дочь Дария во время замужества с Александром могла поменять имя Статиры на Барсину, либо напротив с Барсины на Статиру.
Историк Уильям Тарн считал всю историю о взаимоотношениях Александра и Барсины вымышленной. Он доказывал, что юный Геракл был самозванцем, вернее, пешкой в войне диадохов, объявивших его сыном Александра. Быть может, история о связи царя с Барсиной была придумана ретроспективно, чтобы объяснить появление фигуры Геракла на политической арене. Аргументы, изложенные в статье 1921 года «Heracles Son of Barsine», были детально разобраны П. Брантом в статье «Alexander, Barsine and Heracles» 1975 года. В целом, мнение У. Тарна не нашло признания в историографии.

## После смерти Александра Македонского
По сообщению Квинта Курция Руфа, после смерти царя в 323 году, когда Роксана ещё не разродилась, на собрании Неарх в Вавилоне попытался заявить о правах Геракла (сводного брата своей жены) на престол: «Ни для кого не может быть удивительно, — сказал он, — что царское величие подобает только кровным наследникам Александра. Однако ожидать ещё не родившегося царя и обходить уже существующего не соответствует ни духу македонцев, ни положению вещей. Есть у царя сын от Барсины, ему и надо передать диадему». Однако Птолемей (между прочим, женатый на сестре Барсины) стал возражать против наследника от любой из персиянок: «Стоило нам побеждать персов, чтобы служить их же роду». Тогда выступил Аристон, напомнив: «Когда Александра спросили, кому он передаст царство, он сказал, что хочет, чтобы оно досталось наилучшему; сам же он признал за лучшего Пердикку, которому и передал перстень. Он был не один при умирающем, и царь, обведя всех глазами, выбрал из толпы друзей именно его, чтобы передать ему перстень. Следовательно, ему было угодно, чтобы высшая власть была передана Пердикке». По Юстину, кандидатуру мальчика предложил не Неарх, а Мелеагр: «не следует оттягивать решение и дожидаться гадательного исхода родов Роксаны; нечего ждать, что родятся какие-то цари, надо использовать уже родившихся. Хотят они мальчика, — так в Пергаме уже имеется сын Александра по имени Геркулес, рождённый Барсиной». Позже царями были провозглашены новорожденный сын от Роксаны Александр IV и одновременно брат Александра Филипп III Арридей.
Античные источники объясняют отказ в признании Геракла новым царём персидским происхождением Барсины. Юстин приводит слова Мелеагра: «не подобает, чтобы македоняне брали себе царей, у которых в жилах течет кровь тех, чьи царства они разрушили». Современные историки не считают данный аргумент основным. На момент смерти Александра Барсина с сыном уже несколько лет находились в Пергаме и об их существовании подзабыли. Барсина была любовницей, а не женой Александра и, соответственно, Геракл незаконнорожденным сыном. Потенциальное право Геракла как первенца на престол можно было легко проигнорировать. К тому же реальная власть находилась в руках диадохов, которых родственники Александра интересовали лишь в той степени, в которой они могли служить их собственным интересам.
В промежутке между 321 и 319 годами до н. э., по приказу регента Македонской империи Антипатра Барсину с Гераклом перевезли в Македонию, однако позже отпустили обратно в Пергам.
Вновь о Барсине вспомнили лишь через 14 лет после смерти Александра. Во время начавшихся войн диадохов за раздел Македонской империи Антигон выслал Барсину с сыном из Пергама под опеку Полиперхона, чтобы усилить давление на Кассандра, правившего в то время в самой Македонии. В 309 году до н. э. Полисперхон решил использовать единственного оставшегося в живых сына Александра для упрочения влияния в Македонии. Барсина понадеялась на лояльность македонян к сыну своего легендарного царя, однако оказалась лишь разменной монетой в борьбе за власть. Кассандр убедил Полиперхона отказаться от замысла, взамен обещая поддержку на Пелопоннесе. Поэтому в 309 году до н. э. по приказу Полиперхона Барсина и Геракл были убиты, а затем тайно похоронены.

### Исследования
- Белох К. Ю. Греческая история: в 2 т. / пер. с нем. М. О. Гершензона; под ред. и со вступ. ст. Ю. И. Семёнова.. — М.: Государственная публичная историческая библиотека России, 2009. — Т. 2: Кончая Аристотелем и завоеванием Азии. — ISBN 978-5-85209-215-1.
- Дройзен И. Г. История эллинизма. История Александра Великого. — М.: Академический Проект, 2011. — 623 с. — (Технологии истории). — ISBN 978-5-8291-1304-9.
- Киляшова К. А. Политическая роль Барсины, дочери Артабаза // Учёные записки Казанского университета. Серия гуманитарные науки. — 2017. — Т. 159, № 6. — С. 1393—1403. — ISSN 2500-2171.
- Киляшова К. А. Политическая роль женщин при дворе македонских царей династии Аргеадов. Диссертация на соискание учёной степени кандидата исторических наук / Научный руководитель доктор исторических наук, профессор Э. В. Рунг. — Казань: Казанский (Приволжский) федеральный университет, 2018.
- Кошеленко Г. А., Гаибов В. А. Судьбы сатрапов востока. Эпоха Александра Македонского // Проблемы истории, филологии, культуры. — 2007. — № 17. — С. 202—222. — ISSN 2658-316X.
- Рунг Э. В. О сатрапских династиях в Ахеменидской державе: Фарнакиды в Даскилии // Учёные записки Казанского университета. Серия Гуманитарные науки. — 2011. — Т. 153, № 3. — С. 87—94. — ISSN 2500-2171.
- Рунг Э. В. IG. II2. 356: Афины и Мемнон Родосский // Вопросы эпиграфики. — М., 2011. — Вып. 5. — С. 192—206.
- Рунг Э. В. Военно-политическая деятельность Ментора Родосского // МНЕМОН. Исследования и публикации по истории античного мира. — 2014. — № 14. — С. 143—160. — ISSN 1813-193X.
- Уортингтон Йен[нем.]. Филипп II Македонский. — СПб.—М.: Евразия — ИД Клио, 2014. — 400 с. — ISBN 978-5-91852-053-6.
- Холод М. М. О Менторе и Мемноне Родосских: один сюжет из их биографий // Мнемон: Исследования и публикации по истории античного мира. — 2018. — № 18—1. — С. 277—295. — ISSN 1813-193X.
- Шахермайр Ф. Александр Македонский. — Ростов н/Д.: Феникс, 1997. — 576 с. — ISBN 5-85880-313-Х.
- Шифман И. Ш. Александр Македонский / ответственный редактор Э. Д. Фролов. — Л.: Наука, 1988. — ISBN 5-02-027233-7.
- Шофман А. С. Первый этап антимакедонского движения периода восточных походов Александра Македонского // Вестник древней истории. — М.: Наука, 1973. — Вып. 126, № 4. — С. 117—135.
- Шофман А. С. Восточная политика Александра Македонского / Печатается по постановлению редакционно-издательского совета Казанского университета. Отв. редактор В. Д. Жигунин. — Казань: Издательство Казанского университета, 1976.
- Berve H. 152. Άρτάβαζος // Das Alexanderreich auf prosopographischer Grundlage (нем.). — München: C. H. Beck`sche Verlagsbuchhandlung, 1926. — Vol. 2. — S. 82—84.
- Carney E. D. Women and Monarchy in Macedonia (англ.). — Norman: University of Oklahoma Press, 2000. — ISBN 0-8061-3212-4.
- Chugg A. M. 4. Barsine, Daughter of Artabazus // Alexander’s Lovers (англ.). — 2nd edition. — AMC Publications, 2012. — P. 138—151. — ISBN 0955679044.
- Hammond N. G. L., Griffith G. T., Walbank F. W. A History of Macedonia (англ.). — Oxford: Clarendon Press, 1988. — Vol. III: 336-167 B.C.. — ISBN 0-l9-814814-1.
- Heckel W. Barsine // Who's Who in the Age of Alexander the Great: Prosopography of Alexander's Empire (англ.). — Malden; Oxford; Carlton: Blackwell Publishing, 2006. — P. 70. — ISBN 1-4051-1210-7.
- Heckel W. Who's Who in the Age of Alexander and his Successors. From Chaironea to Ipsos (338—301 BC) (англ.). — Barnsley: Greenhill Books, 2021. — 554 p. — ISBN 978-1-78438-648-1.
- Lightman M., Lightman B. Barsine (I) // A to Z of Ancient Greek and Roman Women (англ.). — rev. ed. — New York: Facts on File, 2008. — P. 53—54. — ISBN 0-8160-6710-4.
- Tarn W. W. Heracles Son of Barsine (англ.) // The Journal of Hellenic Studies. — The Society for the Promotion of Hellenic Studies, 1921. — Vol. 41. — P. 18—28. — doi:10.2307/624794. — JSTOR 624794.